# Métiser
Métiserna räknas till Kanadas ursprungsbefolkning ("First Nations" / "Premières nations") tillsammans med amerikanska urfolk och inuiter. De härstammar från barn som hade fäder av fransk-kanadensiskt, skotskt, engelskt eller östligt indianskt ursprung, och mödrar från ursprungsfolken wabanaki (abenakis, wolastoqiyk, mi'kmaq, passamaquoddy och penobscot), saulteaux, cree, ojibwa, menominee, chippewa och algonkiner. På 1700-talet bosatte sig många handelsmän och pälsjägare med sina etniskt kanadensiska hustrur i Red River-området i nuvarande provinsen Manitoba. Deras barn kom först att kallas "Red River half-breeds" (Red River-halvblod), senare métis, en fransk form av mestis. 
Traditionellt sysslade métiserna med jakt, handel, hantverk och vagnmakeri. I dag är de flesta bönder eller småföretagare. De talar främst engelska och franska, men även ursprungsspråken cree, saulteaux, blandspråket michif och athabaskiska språk. De flesta tillhör den romersk-katolska kyrkan.
Först 1982 erkändes métiserna av Kanadas regering som ett ursprungsfolk med särskilda rättigheter.